# Austrocoenagrion lyelli
Austrocoenagrion lyelli – gatunek ważki z rodziny łątkowatych (Coenagrionidae); jedyny przedstawiciel rodzaju Austrocoenagrion. Występuje w południowo-wschodniej i wschodniej Australii oraz na Tasmanii.